# Akademos
Akademos, ursprungligen Hekademos eller (mindre korrekt) Academus eller Hecademus, en legendarisk hjälte i grekisk mytologi. Han förbinds med det äldre namnet på platsen för Platons akademi, Akademeian, utanför Atens murar. Platsen var helgad åt Athena, vishetens gudinna, och andra odödliga. Sedan bronsåldern hade den varit en plats för hennes religiösa kult som kanske förknippades med hjältegudarna Dioskurerna (Castor och Polydeukes), eftersom Akademos sägs ha avslöjat var de gudomliga tvillingarna fanns för Helena från Troja. 